# Mauricio Graziani
Pour les articles homonymes, voir Graziani.
Mauricio Graziani, né le 6 août 1996 à San Juan, est un coureur cycliste argentin.

## Biographie
En 2014, Mauricio Graziani devient champion d'Argentine du contre-la-montre chez les juniors (moins de 19 ans). L'année suivante, il participe au Tour de San Luis à dix-huit ans, sous les couleurs d'une sélection argentine,. Il court également en France à l'AC Bisontine. 
En 2016, il termine notamment cinquième et meilleur jeune du Tour de Mendoza, en Argentine. Il intègre ensuite l'effectif du club basque club Baqué-BH en 2017,. Lors de le saison 2018, il se distingue en prenant la deuxième place de la Prueba Alsasua, en Navarre. Il montre par ailleurs ses qualités de rouleur en devenant champion d'Argentine et vice-champion panaméricain du contre-la-montre dans la catégorie espoirs (moins de 23 ans).
En 2019, il rejoint l'équipe continentale Municipalidad de Rawson. Il participe au Tour de San Juan, où il se classe vingt-deuxième et meilleur coureur de sa formation.

## Palmarès et résultats

### Palmarès par année
- 2014
  -  Champion d'Argentine du contre-la-montre juniors
- 2018
  -  Champion d'Argentine du contre-la-montre espoirs
  -  Médaillé d'argent du championnat panaméricain du contre-la-montre espoirs
  - 2e de la Prueba Alsasua

### Classements mondiaux
| Année            | 2018 |
| ---------------- | ---- |
| UCI America Tour | 174e |